# Ross Cheever
Ross Cheever (Roma, 12 de abril de 1964) é um ex-automobilista norte-americano nascido na Itália. É irmão mais novo de Eddie Cheever, ex-piloto de Fórmula 1 e vencedor das 500 Milhas de Indianápolis de 1998.
Sua carreira nas categorias top do automobilismo foi rápida, tendo disputado apenas 5 provas na CART (mais tarde, Champ Car), marcando 2 pontos no GP de Portland.
Na IndyCar Series (então IRL), Ross, que não corria desde 1994, teve a chance de voltar a correr nas 500 Milhas de Indianápolis de 2000. Seu irmão mais velho, Eddie, havia dado um carro para ele tentar a vaga, no entanto fracassou em obter a classificação.